# Real Academia Hispano Americana de Ciencias, Artes y Letras
La Real Academia Hispano Americana de Ciencias, Artes y Letras de Cádiz es una institución cultural española que tiene su sede en el Centro Cultural Municipal Reina Sofía de Cádiz. Está integrada en el Instituto de España y en el Instituto de Academias de Andalucía. Como corporación oficial depende del Ministerio de Asuntos Exteriores.

## Historia
En 1875 se funda la Real Academia de Ciencias y Letras con sede en el Museo Iconográfico e Histórico de Las Cortes y Sitio de Cádiz. En 1909 se le añade el carácter de Hispano Americana. En 1947 la explosión de la Base de Defensas Submarinas de la ciudad obliga al traslado de la institución, que tendrá varias sedes a lo largo de los años hasta que, en 2006 pasa al Centro Cultural Reina Sofía.
El centro cultural, donde tiene su sede, fue construido en 1760 como Pabellón de Ingenieros Militares y posteriormente albergaría las dependencias del Gobierno Militar de Cádiz. Tiene algunos añadidos del siglo XIX, como la torre de 1805. Su titularidad pasaría del Ministerio de Defensa al Ayuntamiento gaditano, que lo emplearía para usos culturales.